# Биас (река)
Биа́с (хинди ब्यास, Бьяс; в.-пандж. ਬਿਆਸ; урду بیاس‎; санскр. विपाशा; англ. Beas) — вторая по важности река в Пенджабе, приток Сатледжа; одна из пяти рек, по которым Пенджаб («Пятиречье») получил своё название. Вместе с другими шестью реками (Сарасвати, Синдху, Шатадру, Витаста, Парушни, Асикни), составляет ведийское Семиречье. Река истекает из Гималаев в центральном Химачал-Прадеше, Индия, течёт 470 км до Сатледжа и сливается с ним в Индийском Пенджабе.

## Этимология
Реку также называют Арджикуджа — в Ведах или Випаша в древнеиндийских текстах и Гифасис у древних греков.
Современное имя Биас вероятно произошло от изменения санскритского названия Випаш. Река получила своё имя Ви-паша, от освободившая связанного или от пут (паша в санскрите), то есть легенда связывает её с Васиштхой. Васиштха, оплакивая смерть 100 сыновей, связал себя и прыгнул в эту реку. Но как только он упал в реку, все узлы сами развязались, и он не умер. Реку также иногда называют Випаша в Химачале, особенно учёные.
Реку неверно называли Вьяса (перемена Б и В и усечение окончаний характерно для североиндийских языков) в память о ведийском Вьясе, которого называют покровителем реки и говорят, что он создал её из озера Вьяс Кунд.

## География

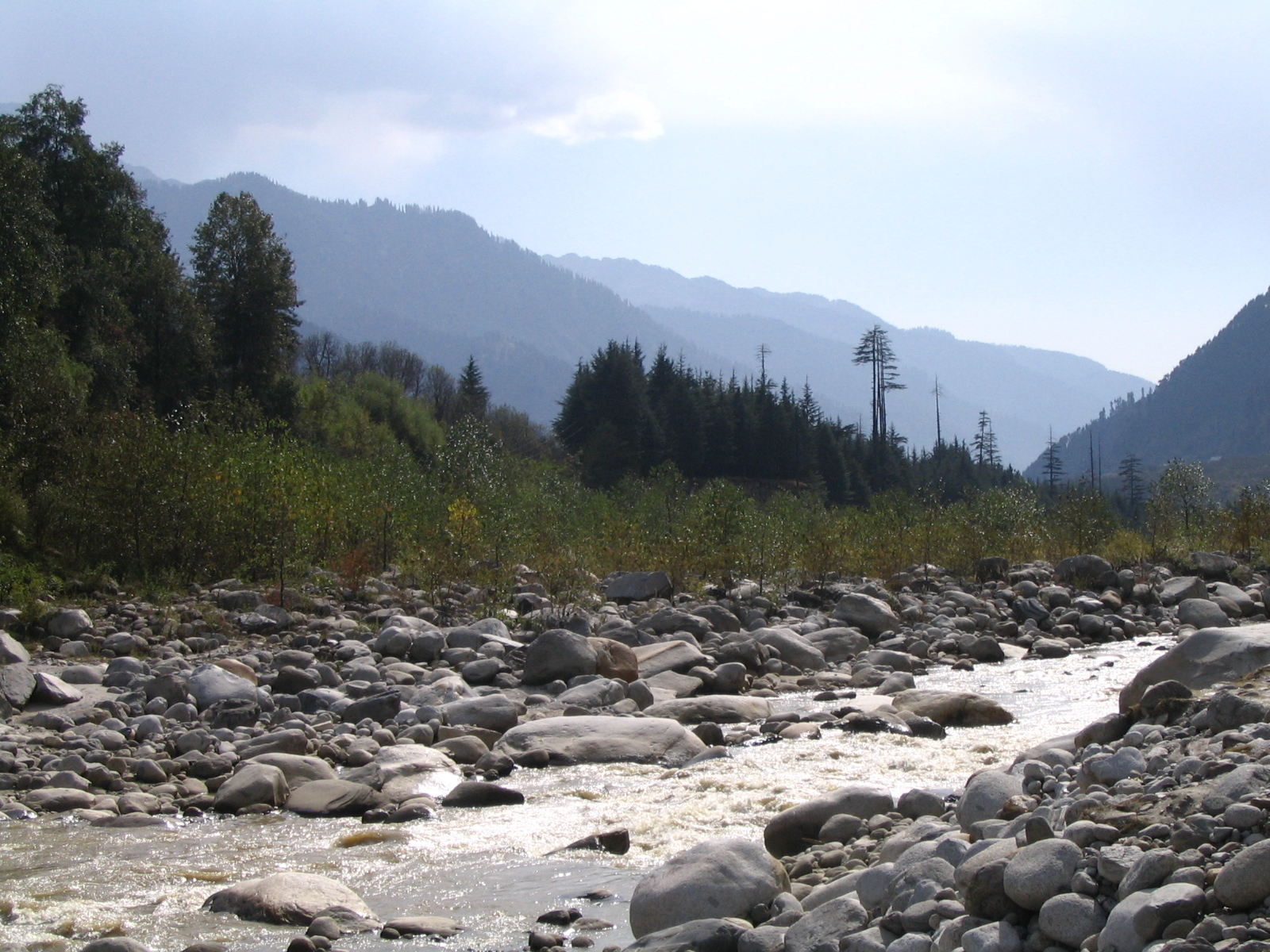
Река и горы. Вид из Ван Вихар, Манали

Река начинается у Рохтанг Ла в штате Химачал-Прадеш и сливается с Сатледжем у Харике Патан южнее Амритсара в Пенджабе. Сатледж течёт по пакистанскому Пенджабу и соединяется с Чинабом у Уча, недалеко от Бахавалпура сливаясь в Панджнад; и наконец впадает в Инд у Митханкота. Воды Рави, Биаса (Випаши) и Сатледжа (также известного как Шатадру) отводятся в Индию по «Indus Waters Treaty» между Индией и Пакистаном.
- В среднем течении реки, на ней расположено крупное водохранилище Биас и гидроэлектростанция англ. Pong Dam или англ. Beas Dam 31°58′16″ с. ш. 75°56′54″ в. д.HGЯO.
- В верхнем течении на реке расположено водохранилище и гидроэлектростанция англ. Pandoh Dam 31°40′17″ с. ш. 77°04′01″ в. д.HGЯO.

## История
Река, известная грекам как Гифасис (др.-греч. Ὕφασις), отмечает восточную границу завоевания Александра в 326 до н. э..
В соответствии с Кавья-миманса Раджасекхары, земли царства Гурджара-Пратихара при Махипала I были расширены до верхней излучины реки на северо-западе.